# Madagascar (film)
Pour les articles homonymes, voir Madagascar (homonymie).
Série Madagascar
Madagascar 2
(2008)
Pour plus de détails, voir Fiche technique et Distribution.
Madagascar est un film d'animation comique américain réalisé par Eric Darnell et Tom McGrath, sorti en 2005.
Le film met en scène les animaux du célèbre zoo de Central Park, situé dans l'arrondissement de Manhattan (New York). Lorsque Marty, le seul zèbre du zoo, s'échappe, ses amis entreprennent de le retrouver. Cependant, leur mission de sauvetage les conduit accidentellement jusqu'à Madagascar.
Lors de sa sortie, le film a reçu un accueil plutôt mitigé de la part des critiques, qui ont fait l'éloge de l'animation, tout en se montrant plus réservé quant à son histoire et son humour. Malgré cela, il a été un succès commercial, devenant le sixième film le plus rentable de l'année 2005.
Deux suites ont vu le jour, Madagascar 2 (2008) et Madagascar 3 : Bons Baisers d'Europe (2012), ainsi qu'un spin-off, Les Pingouins de Madagascar (2014).

## Synopsis
Alex le lion, Marty le zèbre, Melman la girafe et Gloria l'hippopotame résident au zoo de Central Park, à Manhattan, New York, où ils sont les attractions du Zoo. Cependant, Marty, contrairement aux trois autres, rêve de la vie sauvage. Lorsqu'il discute avec quatre manchots du zoo - Commandant, Rico, Kowalski et Soldat - qui partagent son désir de s'évader vers la vie sauvage (l'Antarctique pour eux), Marty prend la décision de concrétiser son rêve. Plus tard, dans la soirée, alors qu'ils fêtent son anniversaire, Marty parle de son rêve à ses amis qui ne comprennent pas du tout ce choix, heureux de leur vie tranquille au zoo, et surtout d'accord sur le fait qu'il « ne faut pas mordre la main qui te nourrit ». Alex essaie de convaincre Marty de rester, et ses mots semblent avoir un impact lorsque celui-ci prétend finalement que son rêve n'était qu'une blague.
Cependant, quelques heures plus tard, Melman remarque que Marty a disparu et en informe Alex et Gloria. Soucieux et inquiets de ce qu’encourt leur ami, ils décident de retrouver Marty et se dirigent vers la Gare Centrale, convaincus qu'il s'est rendu là-bas. Après avoir pris le métro, les trois amis retrouvent Marty à la gare. Cependant, les forces de police interviennent et endorment les animaux à l'aide de fusils hypodermiques. Par la suite, les autorités décident de les renvoyer dans la nature.
Alex se réveille et se rend compte qu'il est enfermé dans une caisse. Pensant d'abord qu'il est seul, il ne tarde pas à se rendre compte que Marty, Melman et Gloria sont enfermés avec lui, tous pensant qu'ils sont à destination d'un nouveau zoo, ils finissent par se disputer. Ce qu'ils ignorent, c'est qu'ils sont embarqués à bord d'un porte-conteneur à destination du Kenya, en compagnie des deux chimpanzés du zoo, Mason et Phil, qui s'étaient également échappés, ainsi que les quatre manchots, capturés à la gare. Ces 4 derniers parviennent à prendre le contrôle du cargo et se dirigent vers l'Antarctique. Le bateau, en déviant, fait tomber les caisses à la mer. Les quatre amis sont séparés.
Alex finit par atterrir sur une île, plus précisément sur une plage. Il passe la nuit à appeler ses amis, en vain. Le lendemain matin, il retrouve Melman, Gloria, et Marty. Lorsque Melman suppose qu'ils sont au Zoo de San Diego, une dispute éclate entre Marty et Alex, ce dernier reprochant à son ami d'être responsable de leur situation. Gloria tente de les calmer, mais Alex est distrait par une musique provenant de la jungle. Pensant qu'il s'agit d'humains, les quatre amis suivent la mélodie. Ils découvrent alors une tribu de lémuriens dirigée par King Julian, secondé par Maurice (un aye-aye). La fête est interrompue par l'arrivée de fossas, qui s'apprêtent à dévorer Morty, un microcèbe. Alex, qui avait été distancé par ses amis, surgit à ce moment-là, pousse un rugissement et fait fuir les fossas (bien qu'il ait en réalité hurlé à cause d'une araignée collée sur son dos). Les lémuriens sortent de leur cachette et King Julian remercie les quatre amis. Lorsque King Julian et Maurice leur révèlent qu'ils se trouvent réellement sur une île, dans la vie sauvage, sans humains, Alex panique tandis que Marty exulte. Les quatre amis retournent à la plage, où Gloria rassure Alex en lui disant que les humains ont forcément remarqué leur disparition et viendront les chercher, ignorant que les manchots ont pris le contrôle du cargo.
Alors qu'il continue de se réjouir, Marty se fait réprimander par ses amis qui l'accusent d'être responsable de leur malheur et Alex le force à s'éloigner du groupe. Le soir venu, Alex tente d'attirer l'attention du bateau en construisant une statue de la Liberté en paille, mais Melman la brûle accidentellement. Pendant ce temps, King Julian réunit les lémuriens pour discuter de la menace des fossas. Lassés d'être les proies de ces prédateurs, les lémuriens cherchent une solution. King Julian propose de convaincre Alex et ses amis de les protéger des fossas. Maurice n'est pas d'accord, pensant qu'Alex est plus dangereux que les fossas, mais King Julian et les autres lémuriens ignorent ses objections.
Après que Gloria et Melman ont finalement rejoint Marty, qui s'en sort mieux, Alex décide de faire de même et de s'excuser auprès de lui. Marty accepte ses excuses, et les amis décident de dormir à la belle étoile sur la plage. Pendant la nuit, les instincts de carnivore d'Alex se réveillent, ce dernier étant privé de sa ration quotidienne de viande. Il rêve de steaks et, dans son sommeil, lèche Marty. Quand ce dernier et les autres le remarquent, Alex fait semblant de compter les rayures de Marty pour savoir s'il est « noir aux rayures blanches ou blanc aux rayures noires » avant de se rendormir, tandis que les autres sont abasourdis. Les lémuriens ayant observé la scène, Maurice tente de convaincre King Julian qu'Alex est dangereux, mais il continue de l'ignorer. Pendant ce temps, les manchots sont enfin arrivés en Antarctique.
Le lendemain matin, Alex et ses amis se réveillent dans la jungle, entourés des lémuriens. King Julian leur annonce qu'ils sont sur l'île de Madagascar et leur montre un petit coin de paradis. Alex et Marty s'amusent et s'éloignent vers l'horizon mais Alex confie à Marty qu'il est épuisé et affamé. Marty le motive à continuer. Plus tard, les lémuriens organisent une fête pour les quatre amis. King Julian pense que son plan a fonctionné, car les fossas ont disparu. Marty propose à Alex de faire un show comme à New York. En plein milieu du spectacle, Alex hallucine en voyant des steaks partout et mord Marty aux fesses. Maurice intervient, convaincu qu'Alex devient dangereux et doit s'éloigner. Dans son délire, Alex poursuit Marty, et manque de l'attraper avant d'être assommé par une noix de coco lancée par Maurice. Alex, réalisant qu'il est devenu un danger pour ses amis, décide de disparaître et s'isole dans le territoire des fossas.
Marty, Melman et Gloria découvrent les dures réalités de la vie sauvage, notamment les relations entre proies et prédateurs. Ils retournent sur la plage et sont surpris de voir le bateau se diriger vers eux, encore plus étonnés de voir les manchots en sortir. Marty en profite pour s'éclipser à la recherche d'Alex, tandis que Gloria, Melman et les manchots partent à sa poursuite. Marty finit par retrouver Alex et lui annonce que le bateau est revenu pour les ramener chez eux, mais Alex, en proie à ses instincts de carnivore, manque de blesser Marty, alors il lui demande de partir.
À ce moment-là, des fossas arrivent et se lancent à la poursuite de Marty, voulant le dévorer. Melman, Gloria et les manchots interviennent juste à temps pour le sauver. Le groupe commence à combattre les fossas. Alex, reprenant ses esprits, vient les aider. Ensemble, ils parviennent à vaincre les fossas, qui s'enfuient.
Les quatre amis retournent sur la plage et sont accueillis par les lémuriens, qui les remercient de les avoir débarrassés définitivement des fossas. Tout le monde fête l'événement, et Alex remplace la viande de son alimentation par du poisson. Les quatre amis commencent à préparer leur retour à New York en embarquant sur le bateau. Pendant ce temps, les manchots sont en train de bronzer sur la plage. Soldat se demande s'ils devraient informer les autres qu'il n'y a plus d'essence dans le bateau, mais Commandant choisit de se taire.

## Fiche technique
Sauf indication contraire, les informations mentionnées dans cette section peuvent être confirmées par la base de données cinématographiques IMDb,  présente dans la section « Liens externes ».
- Titre original, français et québécois : Madagascar
- Réalisation : Eric Darnell et Tom McGrath
- Scénario : Mark Burton (en), Billy Frolick (en), Eric Darnell et Tom McGrath
- Direction artistique : Shannon Jeffries
- Décors : Kendal Cronkhite
- Montage : Clare De Chenu, Mark A. Hester et H. Lee Peterson (en)
- Musique : Hans Zimmer
- Production : Mireille Soria (en)
  - Coproduction : Mark Swift
- Société de production : DreamWorks Animation et PDI/DreamWorks
- Société de distribution : DreamWorks SKG, United International Pictures
- Budget : 78 000 000 $[1]
- Pays de production :  États-Unis
- Langue originale : Anglais
- Format : couleur - 65 mm - 1,85:1 - son Dolby Digital / DTS / SDDS
- Genre : animation
- Durée : 86 minutes
- Dates de sortie :
  - États-Unis : 27 mai 2005
  - Belgique, France : 22 juin 2005
  - Madagascar : 6 avril 2015
- Classification :
  - France : tous publics[2]

## Distribution

Galerie photo des acteurs
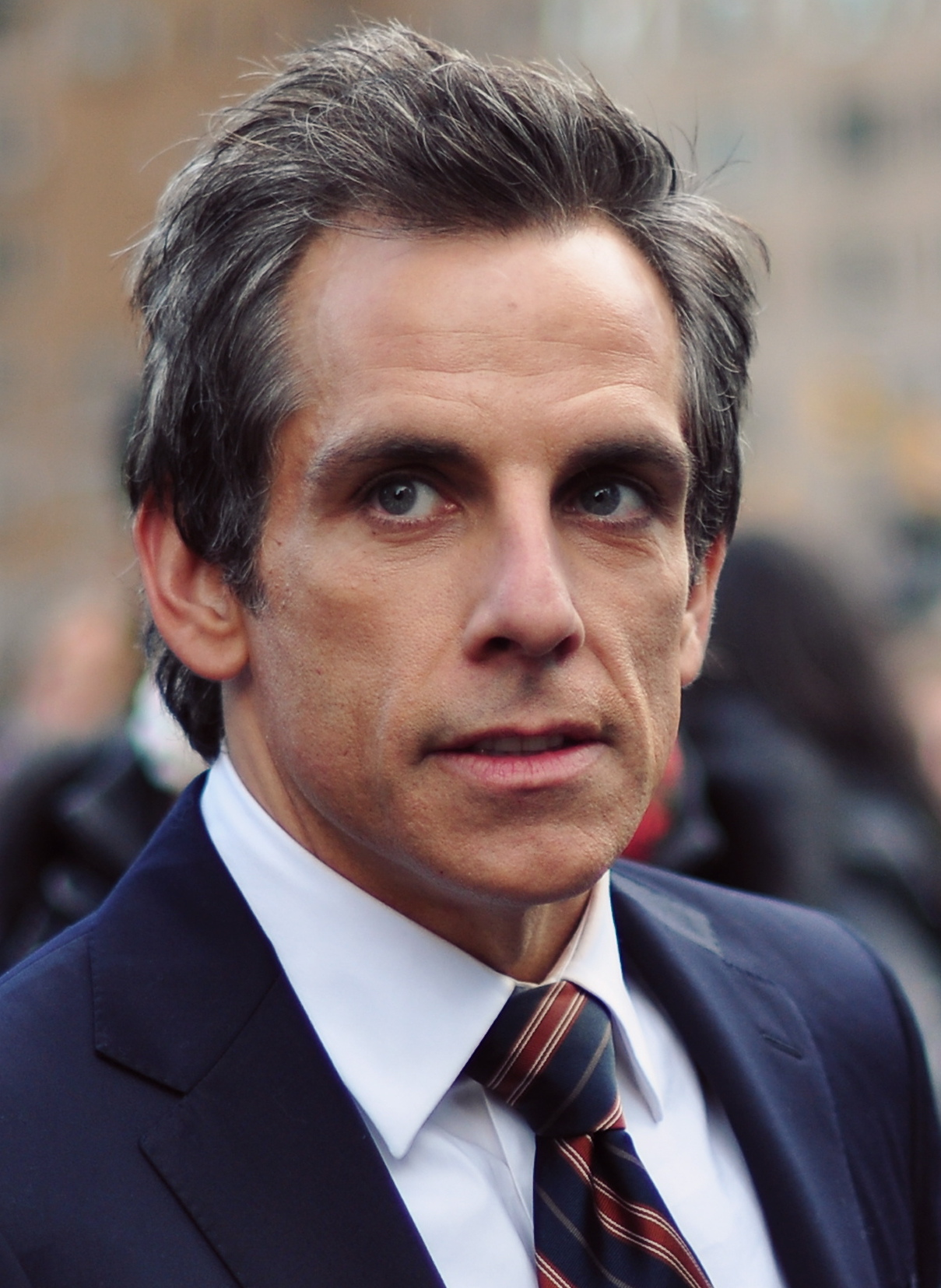
Ben Stiller
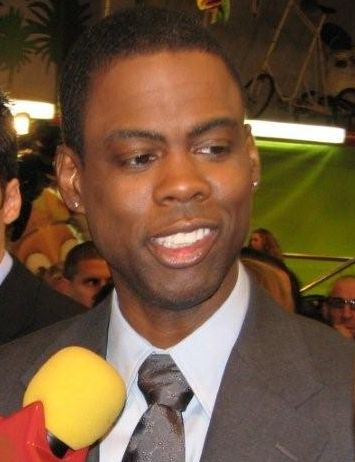
Chris Rock
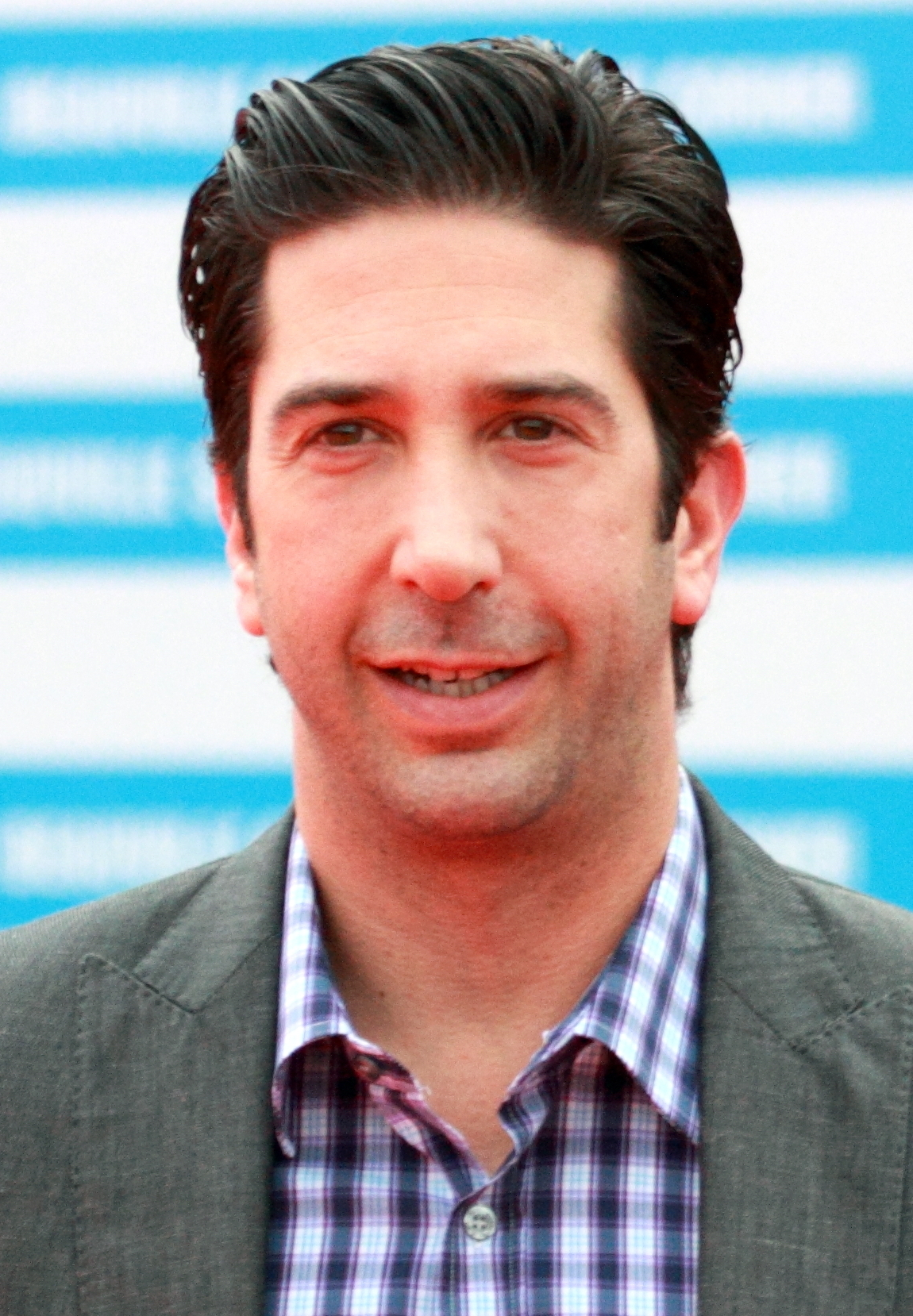
David Schwimmer
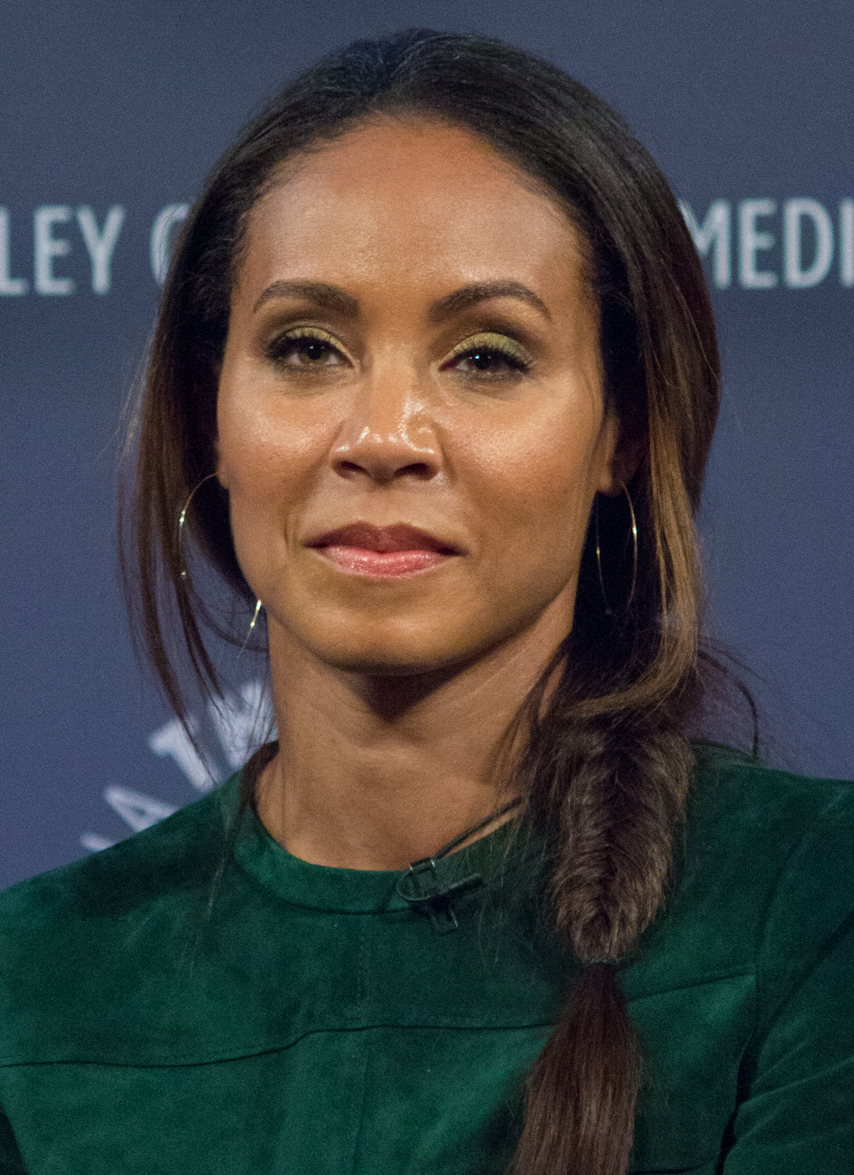
Jada Pinkett Smith
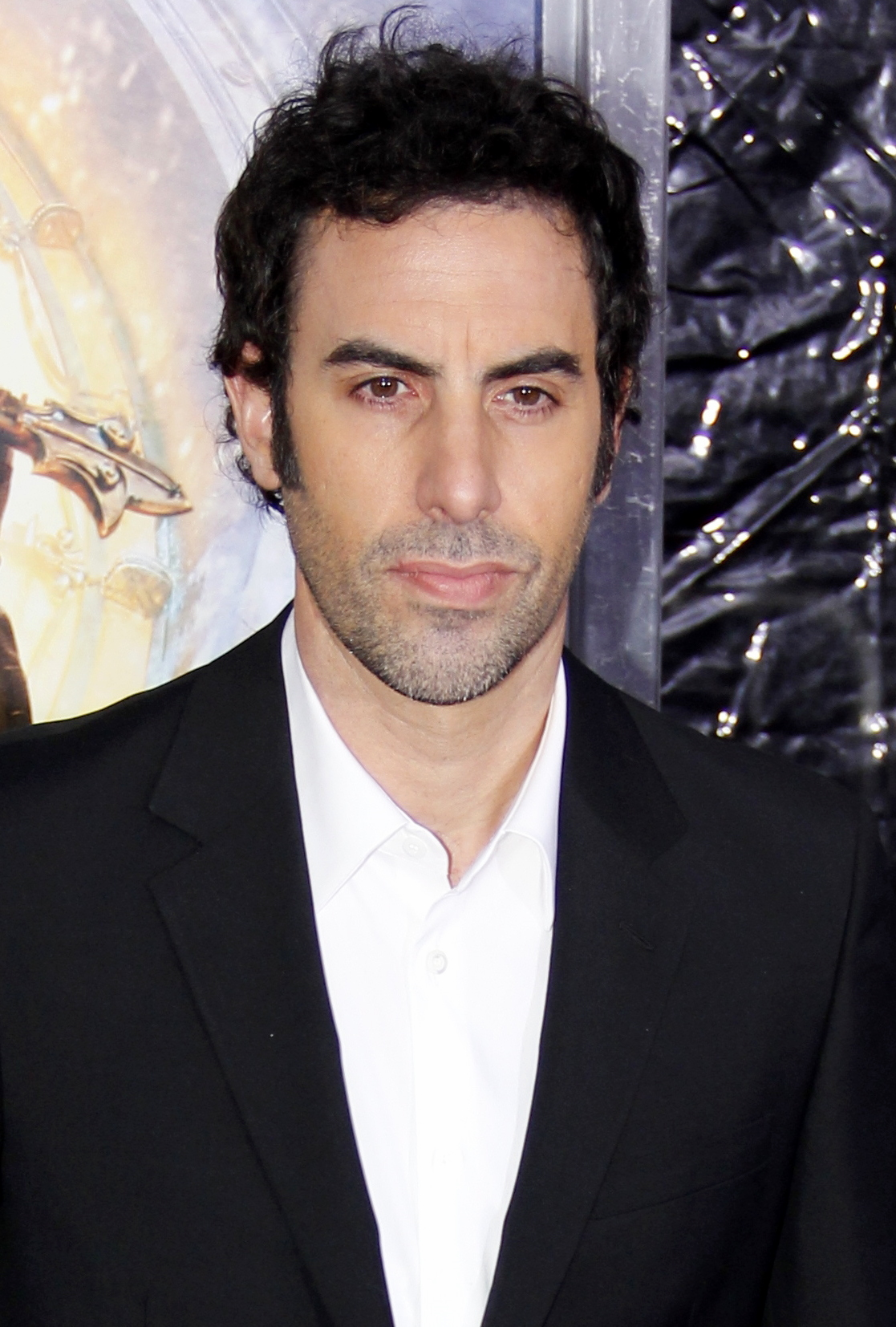
Sacha Baron Cohen
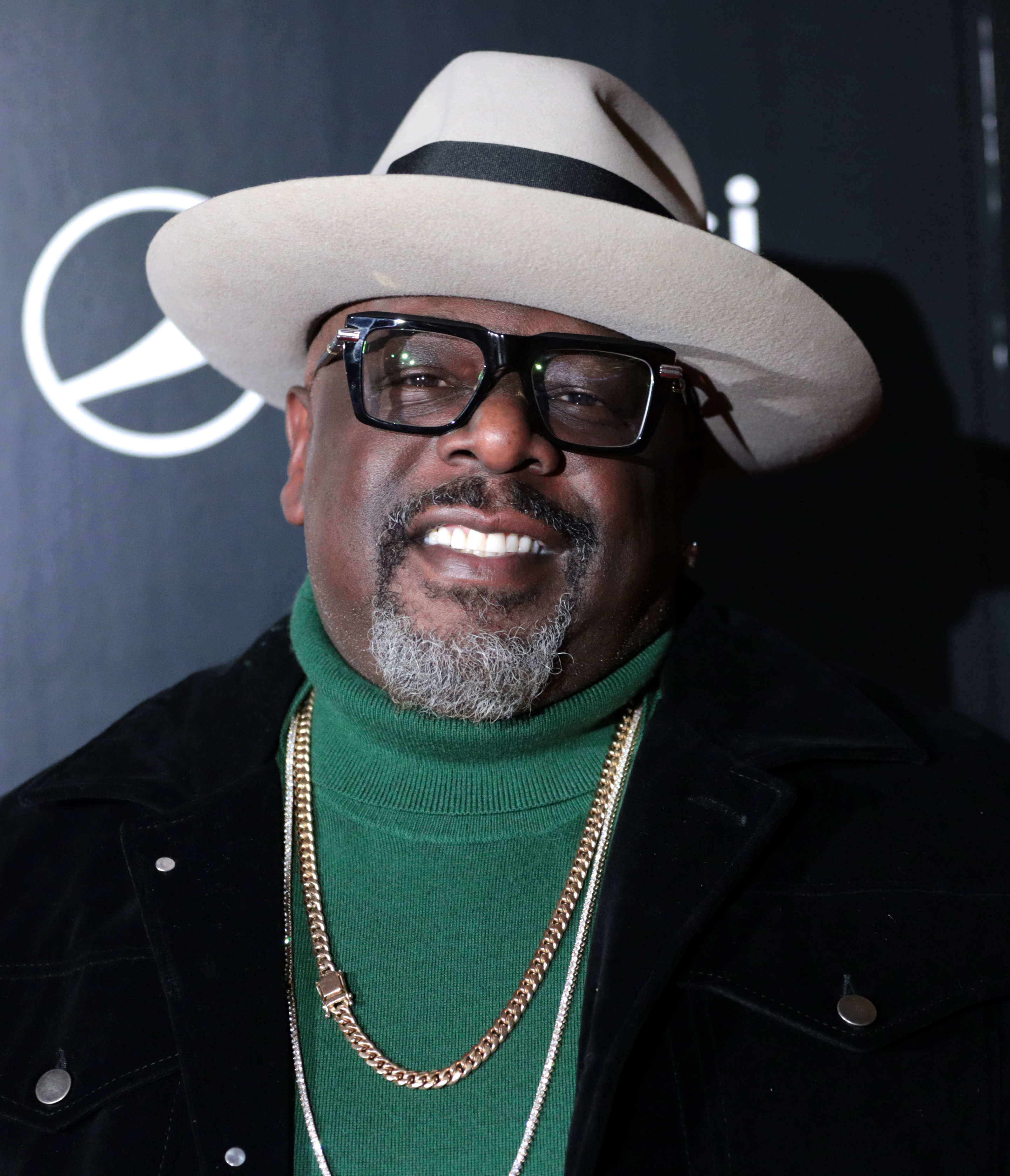
Cedric the Entertainer
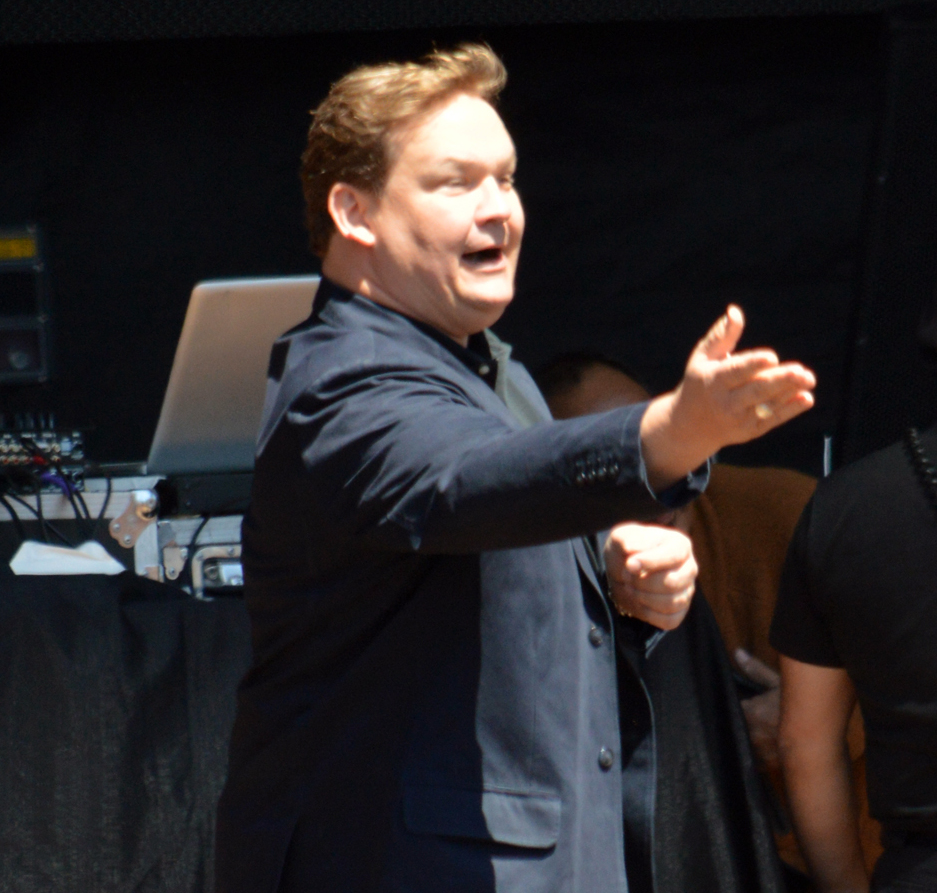
Andy Richter
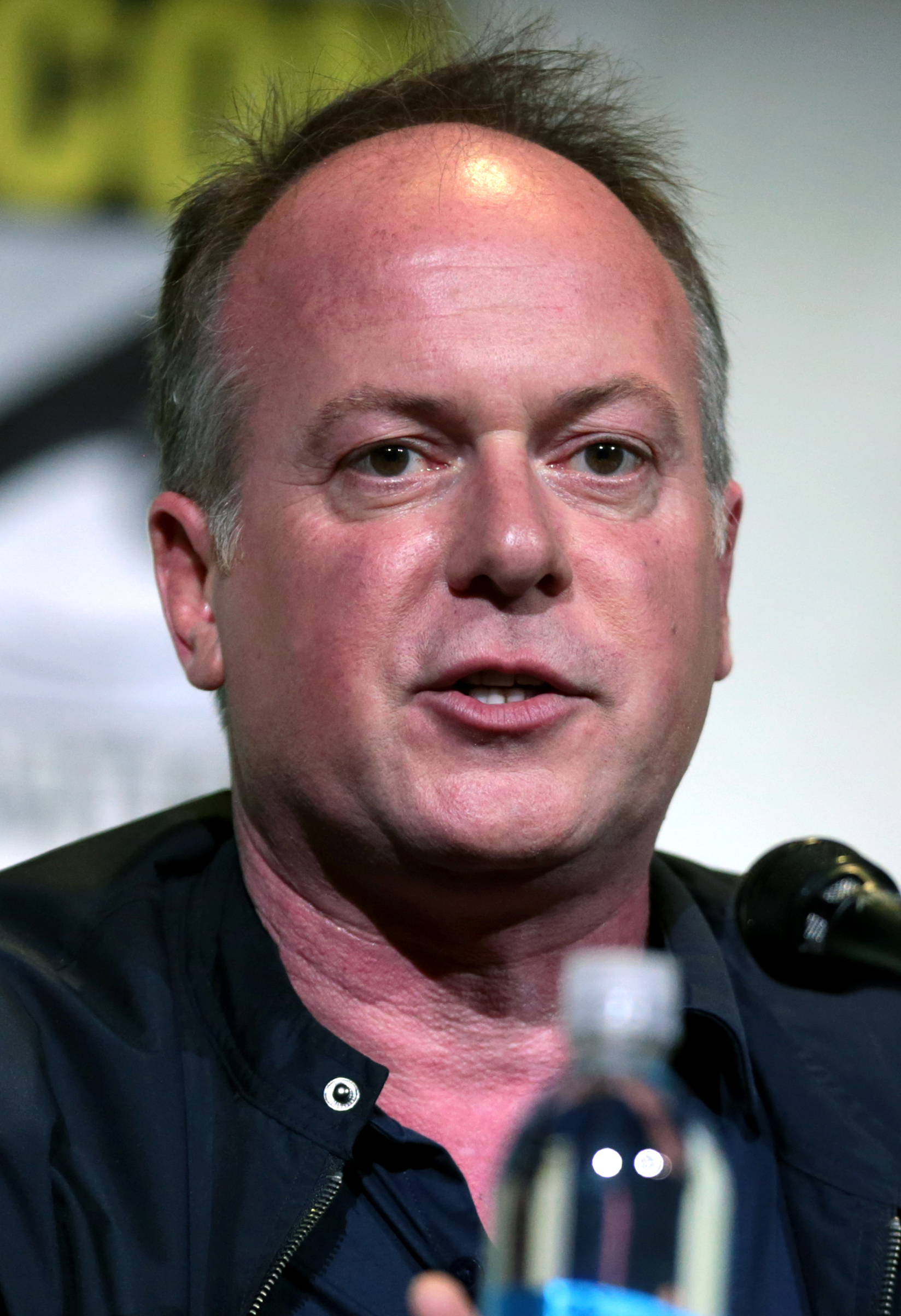
Tom McGrath
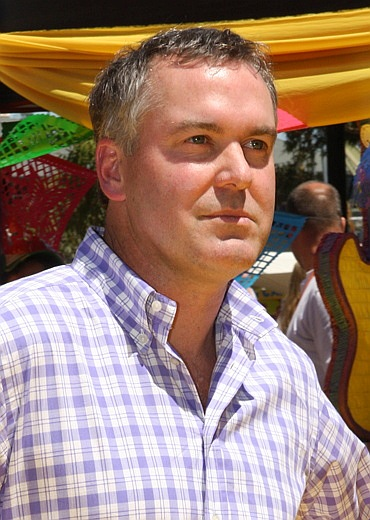
Chris Miller

### Voix originales
- Ben Stiller : Alex, le lion
- Chris Rock : Marty, le zèbre
- David Schwimmer : Melman, la girafe
- Jada Pinkett Smith : Gloria, l'hippopotame
- Sacha Baron Cohen : King Julian XIII, le lémurien
- Cedric the Entertainer : Maurice, le conseiller de Julian
- Andy Richter : Morty, le petit lémurien
- Tom McGrath : Commandant, le manchot
- Chris Miller : Kowalski, le manchot
- Christopher Knights : Soldat, le manchot
- Jeffrey Katzenberg : Rico, le manchot (non crédité)
- Conrad Vernon : Mason, le chimpanzé
- Eric Darnell : un fossa
- Cody Cameron : Willie, un lémurien rouge
- Bob Saget : Pal, un ara bleu

### Voix françaises
- José Garcia : Alex, le lion
- Anthony Kavanagh : Marty, le zèbre
- Jean-Paul Rouve : Melman, la girafe
- Marina Foïs : Gloria, l'hippopotame
- Boris Rehlinger : King Julian XIII, le lémurien
- Marc Alfos : Maurice, le conseiller de Julian
- Emmanuel Garijo : Morty, le petit lémurien
- Xavier Fagnon : Commandant, le manchot
- Gilles Morvan : Kowalski, le manchot
- Thierry Wermuth : Soldat, le manchot
- Philippe Catoire : Rico, le manchot
- Patrick Floersheim : Mason, le chimpanzé

## Personnages
- Alex, le lion : Alex, est la principale attraction du zoo et le leader de la bande des quatre. Il se plaît à se mettre en avant et est passionné par les steaks. Parfois égoïste et têtu, il aime taquiner son meilleur ami, Marty le zèbre, avec qui il entretient une relation très étroite.
- Marty, le zèbre : Play-boy du groupe, Marty aspire ardemment à la vie sauvage et éprouve une grande aversion pour la captivité. Il se sent constamment observé et étouffé par cette situation. Son désir de liberté le pousse à rêver d'évasion, il apprécie ses amis du zoo, en particulier Alex, même s'ils ne partagent pas tous le même point de vue sur la vie en captivité versus la vie sauvage.
- Gloria, l'hippopotame : Gloria est une figure gracieuse et réfléchie au sein du groupe. Sympathique et appréciant les fruits et les massages, elle apporte une touche de douceur et de sagesse. Habitant dans un bassin au zoo, elle s'accommode de la captivité mais peut aussi se montrer colérique et autoritaire. Elle cherche souvent à concilier les opinions divergentes du groupe et à maintenir l'harmonie.
- Melman, la girafe : Melman est une girafe mâle hypocondriaque plein d'imagination. Il est effrayé à l'idée de partir de son enclos dans lequel il bénéficie de soins quotidiens, il est paranoïaque et prétend qu'une tache lui pousse chaque jour dans le dos. Angoissé et raisonnable, il se laisse guider par les autres.
- King Julian XIII, le lémur maki catta : King Julian XIII est le roi charismatique et un peu égoïste des lémuriens de l'île de Madagascar. Excellent danseur, naïf et plein d'humour, il est toujours prêt à faire la fête avec ses sujets, notamment sur des chansons comme I Like to Move It. Depuis qu'il a vu Alex rugir et repousser les fossas, il est convaincu que les quatre animaux du zoo sont parfaits pour défendre son peuple. Malgré son côté ludique, il prend son rôle de roi au sérieux et est déterminé à assurer la sécurité de son peuple, tout en s'amusant.
- Les Pingouins : Le Commandant (Skipper), le leader du groupe, est plus petit que deux de ses hommes, mais toujours plein de plans astucieux. Il affectionne donner des surnoms à Alex et ses amis, mais pas à ses propres hommes. Kowalski, le cerveau du groupe, est le plus grand et le plus malin, utilisant son Q.I. élevé pour concocter des plans ingénieux. Rico, le colosse, partage une ressemblance avec le Commandant mais est plus grand, et bien qu'il ne parle pas, ses murmures, cris et soupirs expriment sa violence et son sadisme, en contraste avec son apparence calme. Soldat, quant à lui, est le plus petit et un peu obèse, mais sympathique et obéissant au Commandant sans hésitation. Ensemble, ces quatre pingouins du zoo sont des génies en matière de plans, de stratégies et d'engins pour sortir Alex et ses amis de situations difficiles, ajoutant une touche hilarante à leurs aventures.
- Mason et Phil, les chimpanzés : Mason et Phil sont les chimpanzés du zoo, reconnaissables par leur langage et leur air souvent désabusé. Bien qu'ils soient identiques physiquement, Mason est le seul à parler, tandis que Phil est muet et communique par langage des signes, que Mason traduit. Phil sait lire tous les caractères écrits. Très malins, ils n'hésitent pas à donner des conseils et des rappels à Alex et aux autres.
- Maurice, le aye-aye : Maurice est le conseiller de King Julian XIII. Honnête, serviable et un peu grincheux, il accompagne King Julian partout et le sert avec dévouement. Malgré sa sympathie, Maurice doit parfois exécuter les ordres les plus égoïstes de King Julian et n'hésite pas à le remettre à sa place avec fermeté.
- Morty, le microcèbe de Goodman : Morty est un adorable petit lémurien, fasciné par tout ce qu'il voit, sauf ce qui lui fait peur. Coquin, mais très naïf et immature en raison de son jeune âge, il adore King Julian XIII et a tendance à l'irriter involontairement. Malgré cela, il est son deuxième bras droit, aux côtés de Maurice.

## Bande originale
Le film inclut une reprise de I Like to Move It de Reel 2 Real, interprétée ici par Sacha Baron Cohen, Connue pour ses personnages comiques de Borat et Ali G.

## Suites et adaptations

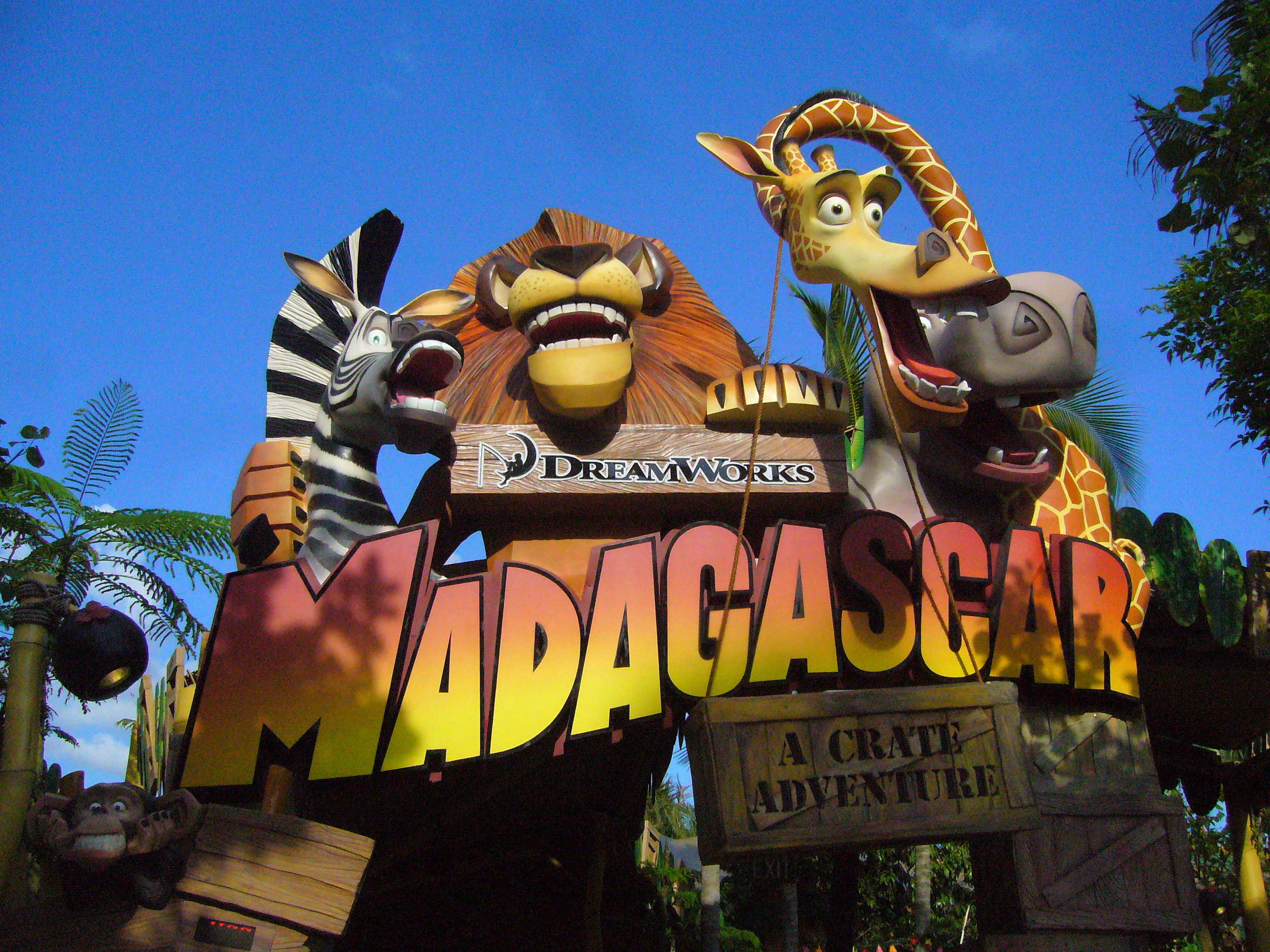
Les principaux personnages de Madagascar sur la devanture du parcours scénique à Universal Studios Singapore.

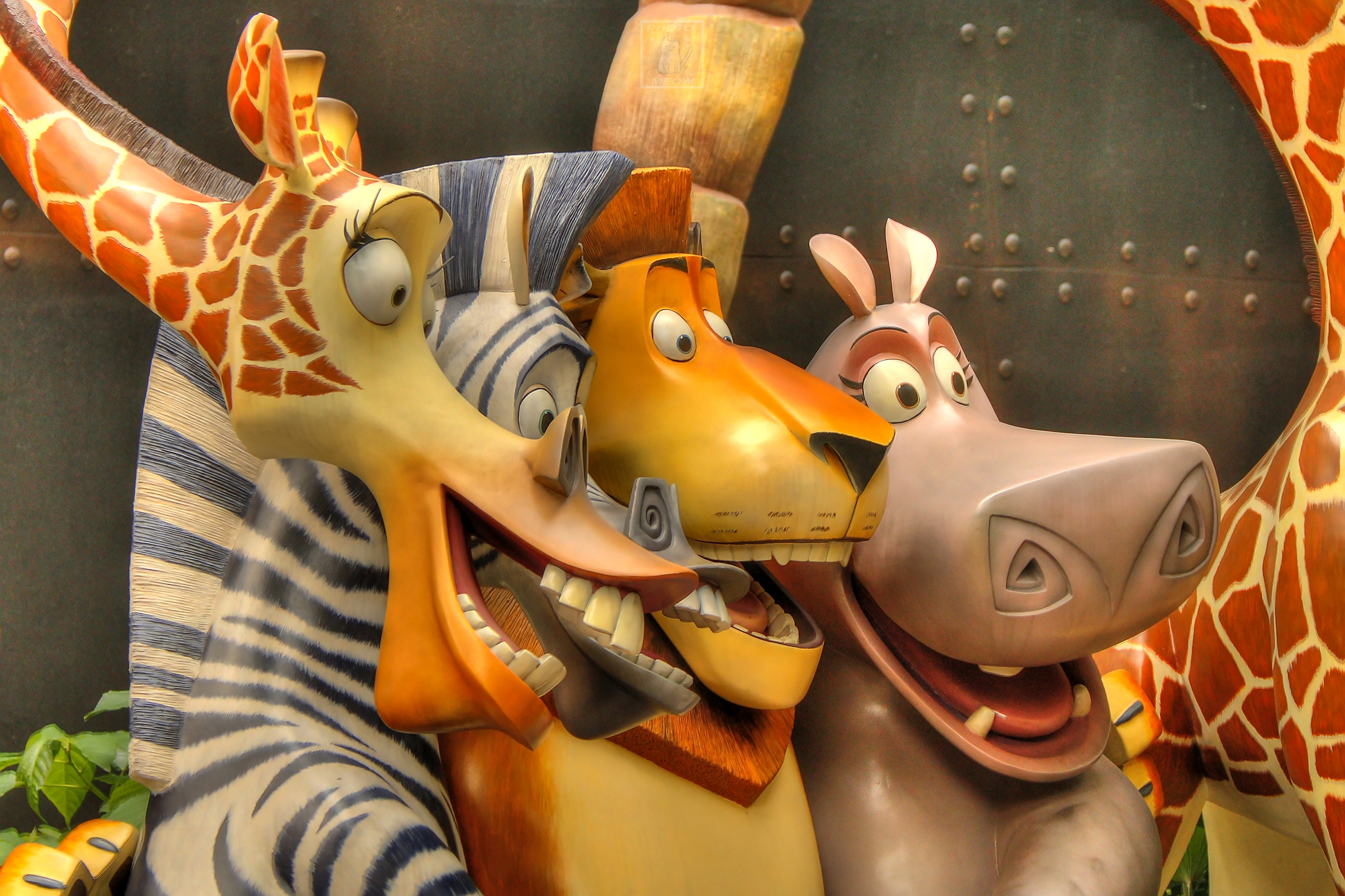
Universal Studios Singapore.

Deux suites sont sorties en 2008 et en 2012, Madagascar 2 et Madagascar 3 : Bons baisers d'Europe. Une série télévisée a été diffusée de 2008 à 2015 sur Nickelodeon, sous le titre Les Pingouins de Madagascar ; elle met en scène quatre personnages issus des films, les manchots Commandant, Kowalski, Rico et Soldat. Un spin-off est sorti en 2014  : Les Pingouins de Madagascar. Un court métrage de 11 minutes, The Madagascar Penguins in a Christmas Caper, a été diffusé avant Wallace et Gromit : Le Mystère du lapin-garou aux États-Unis, et figure parmi les bonus du DVD Madagascar. Le titre français Les Pingouins de Madagascar - Mission Noël est une erreur de traduction des diffuseurs français (par exemple sur TF1, le 9 décembre 2008), car ces personnages ne sont pas des pingouins mais des manchots. Un épisode spécial Noël de 30 minutes, Joyeux Noël Madagascar, a été diffusé à la télévision, notamment le 24 décembre 2009 sur TF1.
De 2014 à 2017, une autre série télévisée, cette fois-ci centrée autour du personnage de King Julian, est diffusée sur Netflix sous le titre Roi Julian ! L'Élu des lémurs. Il s'agit d'une préquelle du premier film Madagascar.
À l'image des Schtroumpfs, la licence de Madagascar est adaptée dans plusieurs parcs d'attractions. Les montagnes russes inversées Escape from Madagascar se situent dans le parc australien Dreamworld. Elles ouvrent en 2003 sous le nom Rugrat's Runaway Reptar avant d'être rebaptisées et de recevoir une nouvelle thématique en 2013. Le terrain de jeux Mad Jungle Jam et le King Julien's Theatre jouxtent les montagnes russes. Le 16 mai 2011 au sein d'Universal Studios Singapore est inauguré la barque scénique Madagascar: A Crate Adventure. Le carrousel voisin King Julien's Beach Party-Go-Round ouvre en même temps que l'ensemble du parc le 18 mars 2010. Ces deux attractions sont destinées à être remplacées par un quartier Minion Park. Madagascar Mad Pursuit est un circuit de montagnes russes lancées en intérieur à Motiongate Dubai, tout comme le carrousel Melman Go-Round et le manège Magic Bikes Penguin Air.